# امامزادة بابايادغار (مقاطعة دالاهو)
امامزادة بابايادغار (بالفارسية: امامزاده بابایادگار) هي قرية تقع في قسم بان‌زرده الريفي (مقاطعة دالاهو) في إيران.